# Aurélie Alemany
Aurélie Alemany (* 1975) ist eine französische Ingenieurin und Managerin der Energiewirtschaft. Sie ist seit Juli 2024 Vorstandsvorsitzende des Energieversorgungsunternehmens enercity in Hannover.

## Leben
Aurélie Alemany studierte chemische Verfahrenstechnik an der École nationale supérieure des industries chimiques in Nancy und erwarb einen Abschluss zur Diplom-Ingenieurin im Jahr 1999.
Danach arbeitete sie bei der BASF in Ludwigshafen am Rhein in verschiedenen Positionen: zu Beginn im technischen Bereich, zuletzt als Projektleiterin Global New Business Development. Parallel studierte sie Betriebswirtschaftslehre an der Mannheim Business School und erwarb ein Executive MBA.
Im Jahr 2011 wechselte sie in die Energiebranche und übernahm als Projektleiterin den Bereich Smart Home Produktentwicklung und Innovation und später den Bereich Operations & Vertriebssupport bei EnBW. Von 2015 bis 2020 war sie bei Yello Strom in Köln, zuerst als Vertriebsleiterin und ab 2019 als Geschäftsführerin. Seit 2017 ist sie Mitglied im Aufsichtsrat der ZEAG Energie. Von Oktober 2020 bis Januar 2024 war sie Geschäftsführerin und Sprecherin der Geschäftsführung von SENEC, einem Hersteller von  Batteriespeichern mit Sitz in Leipzig.
Seit Juli 2024 ist sie Vorstandsvorsitzende des kommunalen Energieversorgungsunternehmens enercity (ehemals Stadtwerke Hannover). Sie ist die Nachfolgerin von Susanna Zapreva.